# Кулешовка (Белгородская область)
Кулешовка — село в Красногвардейском районе Белгородской области. Входит в состав Валуйчанского сельского поселения.

## География
Село расположено недалеко от районного центра — Бирюча.
Часовой пояс
Село Кулешовка как и вся Белгородская область, находится в часовой зоне МСК (московское время). Смещение применяемого времени относительно UTC составляет +3:00.

## Население
| 1859 | 1897 | 2002 | 2010 |
| ---- | ---- | ---- | ---- |
| 499  | ↗567 | ↘530 | ↘449 |